# Frênette

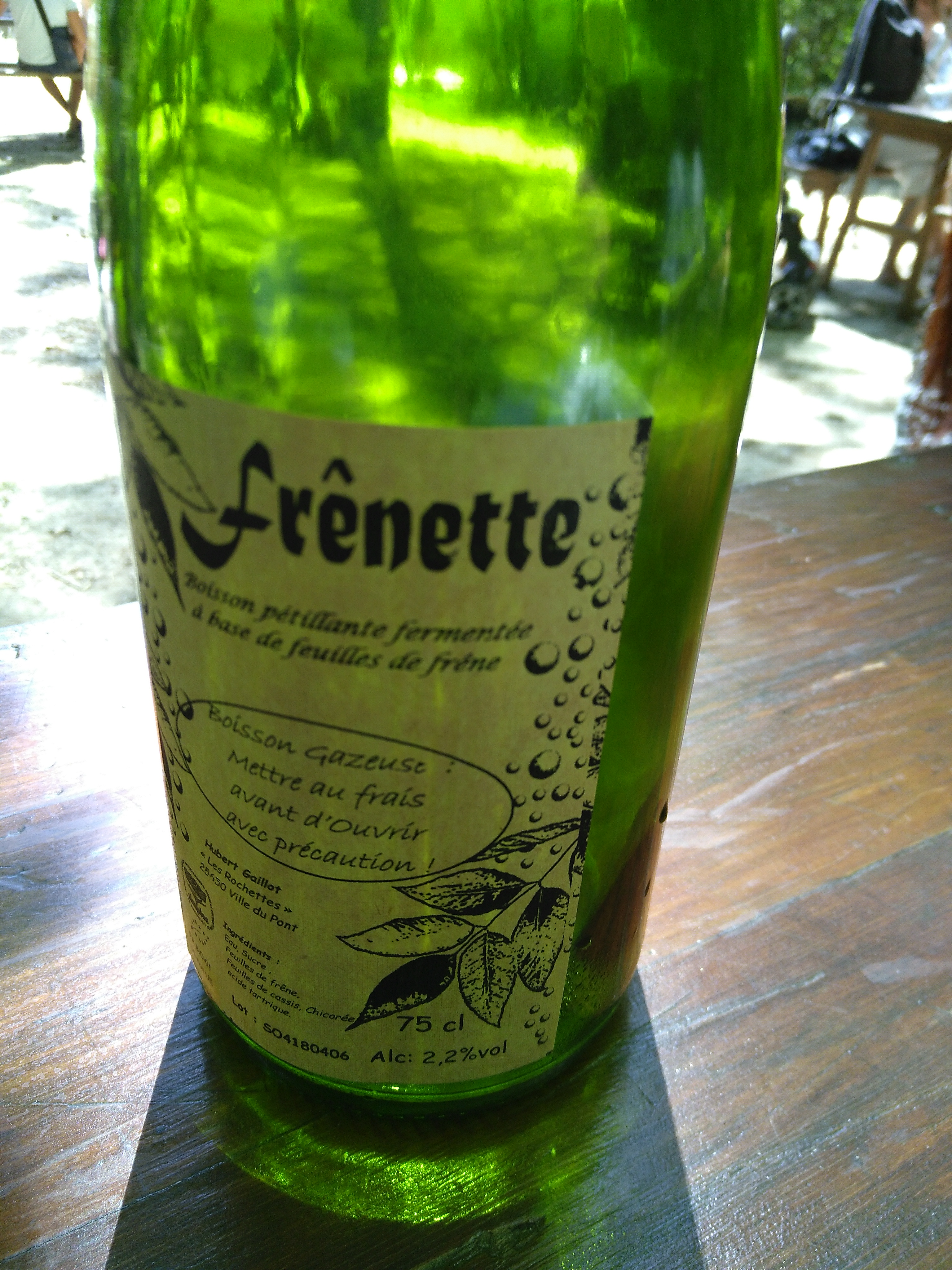
Butelka Frênette

Frênette (cydr jesionowy) – lekki alkoholowy napój z liści jesionu tradycyjnie wytwarzany we Francji i Belgii
Jest to orzeźwiający napój o zawartości alkoholu ok. 3,5% pijany na zimno. Pierwotnie wytwarzany był wyłącznie ze sfermentowanych liści jesionu oraz manny - słodkiego soku wydzielanego przez uszkodzone drzewo jesionu mannowego. W późniejszych czasach zaczęto dodawać do produkcji cukier, chmiel, suszoną cykorię, kwas winowy i drożdże piwowarskie.
Nazwa „frênette” jest używana raczej w Belgii, na północnym wschodzie Francji, w Normadii  i Pikardii, natomiast na północy Francji używa się nazwy „cydr jesionowy”.
Pija się go również do posiłków z dodatkiem wody: 50% wody dla dorosłych i około 2/3 wody dla nieletnich.